# El Mers
El Mers (en àrab المرس, al-Mars; en amazic ⵍⵎⵔⵙ) és una comuna rural de la província de Boulemane, a la regió de Fes-Meknès, al Marroc. Segons el cens de 2014 tenia una població total de 5.152 persones.